# 제주4·3사건진상규명및희생자명예회복위원회
제주 4.3사건 진상규명 및 희생자 명예회복위원회(濟州4·3事件 眞相糾明 및 犧牲者名譽回復委員會)는 제주4·3사건 진상규명 및 희생자 명예회복에 관한 특별법에 따라 제주 4·3 사건의 진상을 규명하고, 이 사건과 관련된 희생자와 그 유족들의 명예를 회복시켜 줌으로써 인권신장과 민주발전 및 국민화합에 이바지함을 목적 2000년 발족한 단체이다.